# Lingam

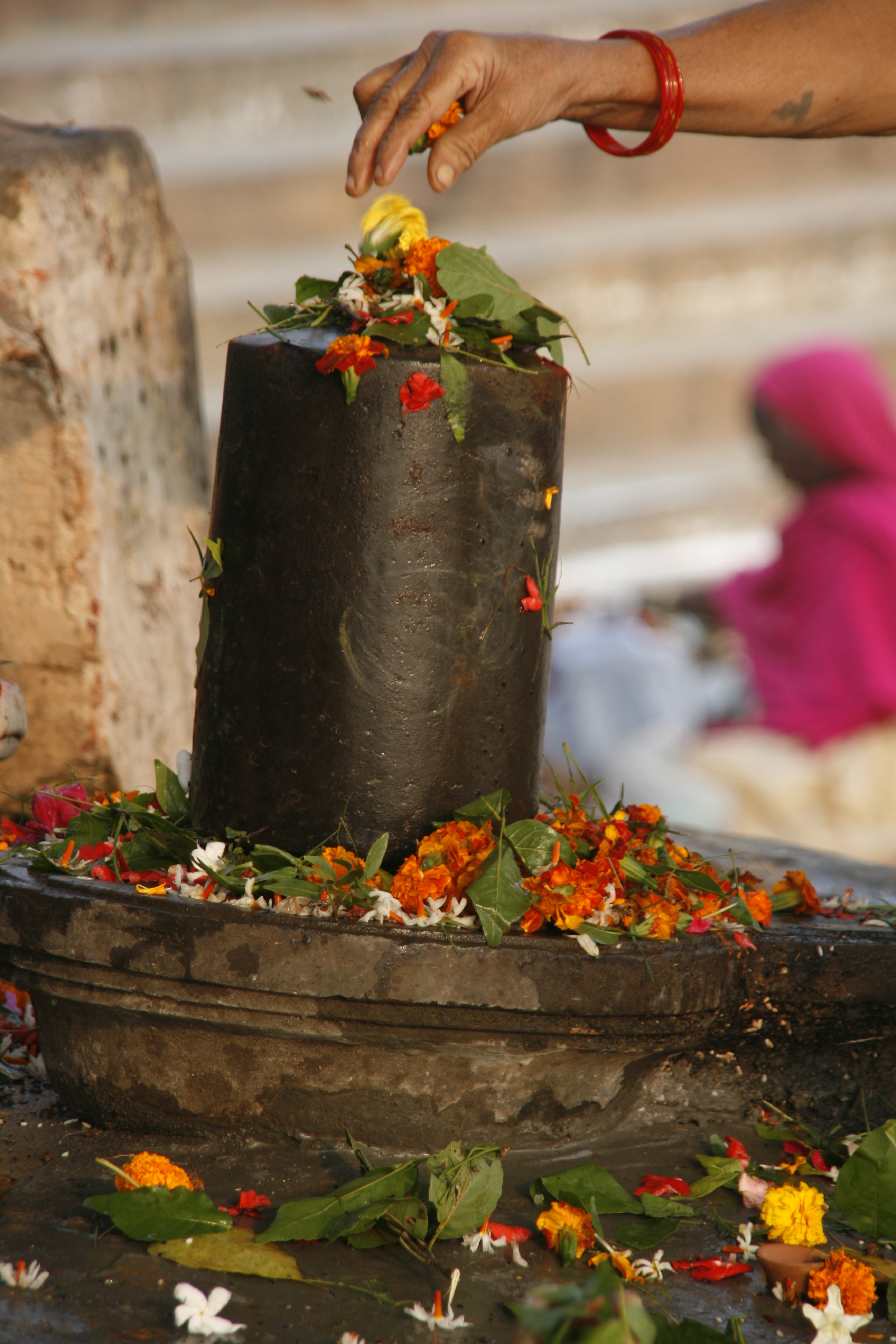
Een lingam

Een lingam (Sanskriet: लिङ्गं; ook linga of Shiva linga) is in het hindoeïsme een fallusvormig, langwerpig voorwerp, meestal een kleine pilaar of zuil, dat de scheppingskracht van de god Shiva representeert. Lingams zijn bijna altijd van steen. De Shivling (Lingam&Yoni) staat voor creatie van de mens.
Tijdens een ritueel wordt melk of water over de lingam gegoten. Vervolgens worden er bloemen op gelegd. Veel lingams hebben een yoni, dit is een rand rondom de lingam waarin de geofferde vloeistoffen worden opgevangen. De yoni representeert dan het vrouwelijke, terwijl de lingam het mannelijke representeert.

## Etymologie
Volgens filosoof Jozef Schmidt is het woord lingam gerelateerd aan het Oud-Engelse woord slinkan en verwante woorden in andere talen, die de krimp en zwelling uitdrukken zoals we vinden in slakken, en drukt het vermogen van de menselijke geslachtsorganen uit. Ook in Slavische talen vinden we deze oude relatie van het woord lingam met uitdrukkingen voor slakken, bijvoorbeeld in het Oppersorbisch šlink of Slowaaks slimák. Dus in de Indiase aanbidding van lingam is dit een essentieel kenmerk van de wonderbaarheid van de menselijke geslachtsdelen. De oorspronkelijke lingam heeft daarom deze betekenis, maar de Indiase afbeelding van lingam met yoni is natuurlijk slechts de afbeelding van de clitoris, terwijl de yoni niet-gesloten, onvolmaakt blijft, wat zeer ongebruikelijk is in vergelijking met de andere bekendste religieuze symbolen.

## Varianten
Op sommige lingams is het gezicht van Shiva afgebeeld. Dit wordt een "ekamukha-lingam" genoemd. Een lingam met vier gezichten wordt een "chaturmukha-lingam" genoemd. Deze vier gezichten symboliseren dan de vier aspecten van Shiva.
In India zijn een aantal door de natuur gevormde lingams te vinden. Een bekend voorbeeld is een ijspegel die elke winter aangroeit in de Amarnathgrot in Kasjmir. Jaarlijks bezoeken duizenden pelgrims de grot.

## Oorsprong
Mogelijk werd de lingam in India al aanbeden voordat het shaivisme ontstond (de cultus waarin Shiva als belangrijkste godheid wordt gezien). Hoewel lingams in het boeddhisme geen rol spelen, zijn door boeddhisten in grotten gebouwde stoepa's door shaivisten als lingam in gebruik geraakt nadat de boeddhisten deze grotten achterlieten. Dit is het geval in een aantal grotten in de Indiase deelstaat Maharashtra.